# Ljalja
Die Ljalja (russisch Ляля) ist ein 242 km (mit dem längeren Quellfluss 258 km) langer rechter Nebenfluss der Soswa an der Ostflanke des Uralgebirges und im Westen des Westsibirischen Tieflands in Russland.
Die Ljalja entfließt entsteht etwa 80 km Luftlinie westlich der nach ihr benannten Stadt Nowaja Ljalja und 270 km nordnordwestlich von Jekaterinburg aus dem 16 km langen Quellfluss Poludennaja Ljalja („Mittags-Ljalja“) von rechts (Süden) und der 15 km langen Kolodnitschnaja Ljalja (von russisch kolodki, etwa „Fußblock-Ljalja“) von links. Diese wiederum entspringen in 500–550 m Höhe unterhalb des 851 m hohen Berges Ljalinski Kamen. Die Ljalja durchfließt das Taigagebiet östlich des Uralhauptkammes in vorwiegend östlicher Richtung, zunächst in weiten Bögen in einem relativ engen Tal durch einen östlichen Gebirgsausläufer, später zunehmend stark mäandrierend durch flacheres, sumpfiges Gebiet.
Sie mündet schließlich oberhalb des Dorfes Romanowo und gut 50 km östlich von Nowaja Ljalja in die Soswa. Der Flussname stammt aus der mansischen Sprache und bedeutet warm.
Das Einzugsgebiet des Flusses umfasst 7430 km². Die bedeutendsten Nebenflüsse sind die Lobwa (Länge 222 km) von links und die Bolschaja Njasma („Große Njasma“, 92 km) von rechts.
Der Abfluss beim Dorf Srednesaltanowo, 88 km oberhalb der Mündung und oberhalb der Einmündung des größten Nebenflusses Lobwa, beträgt im Jahresmittel 16,06 m³/s, bei einem maximalen monatlichen Mittel von 59,44 m³/s im Mai und einem minimalen monatlichen Mittel von 2,16 m³/s im März.
Die Ljalja durchfließt auf ihrer gesamten Länge das Territorium der Oblast Swerdlowsk, der Quellfluss Poludennaja Ljalja auf einigen Kilometern das der Region Perm. Der größte Ort am Fluss ist die Stadt Nowaja Ljalja („Neu-Ljalja“) am Mittellauf. Dort kreuzen ihn die Eisenbahnstrecke Kuschwa – Serow und die ihr folgende Regionalstraße R352 Jekaterinburg – Serow. Weiter flussaufwärts liegen die größeren Siedlungen und früheren Goldbergbauzentren Staraja Ljalja („Alt-Ljalja“) und Pawda (bis 2004 Siedlung städtischen Typs).